# Czaprak

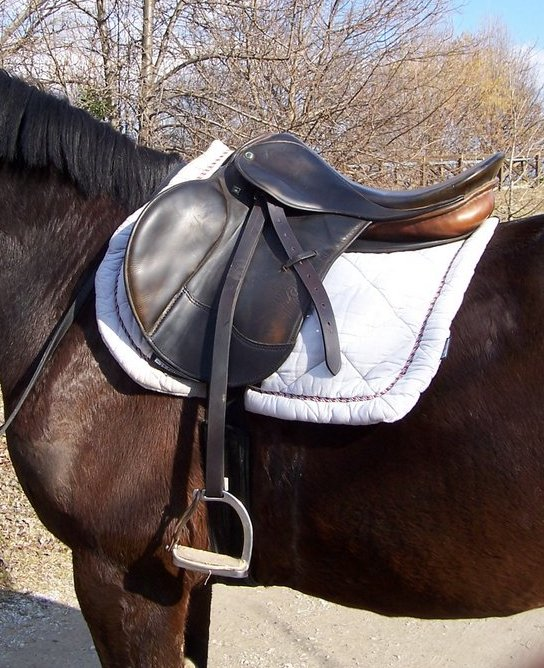

Czaprak (osm. çaprak) – okrycie na konia wykonane z różnych materiałów, przeznaczone pod siodło lub na kulbakę.
Najczęściej jest to filcowa, sukienna, niekiedy futrzana podkładka pod siodło, chroniąca grzbiet konia przed otarciami, a siodło przed końskim potem; nazywana też potnikiem. Dawniej określano tak również ozdobną tkaninę nakładaną pod siodło lub na wierzch, pokrywającą całe zwierzę lub jego zad. 

## Historia
Od XII wieku, przed upowszechnieniem czapraka, jako podobne okrycia często wykorzystywano kosztowne, wyszywane złotem, srebrem i jedwabiem okrycia, zwane kropierzem, czołdarem lub dyftykiem (dywdykiem). Mając na celu ochronę konia podczas bitwy i pełniąc też funkcje ozdobne, rozpowszechniły się one w okresie wypraw krzyżowych.    
W Polsce stosowanie czapraków wojskowych ustaliło się w XVII wieku. Obszerne i długie, używane przez husarię XVII-XVIII-wieczną, zwane były mitugami albo czołdarami. Jazda lekka używała narzucanych na siodło czapraków sukiennych lub futrzanych. W kawalerii XVIII-XIX wieku czapraki lekkiej jazdy były zmniejszone, ze ściętymi końcami, natomiast z przedłużonymi stosowali huzarzy. 
Jazda ciężka (kirasjerzy) i oficerowie artylerii pieszej używali pod siodło niedużych, zaoblonych czapraków sukiennych. W przeciwieństwie do wcześniejszych, haftowanych nicią srebrną (złotą), typowe XVIII-XIX wieczne czapraki wojskowe były zdobione nakładanymi barwnymi lampasami.  
Obecnie najczęściej spotyka się czapraki wykonane z bawełny, które odpowiednio chronią zwierzę przed otarciami.   